# Irrédentisme italien en Corse

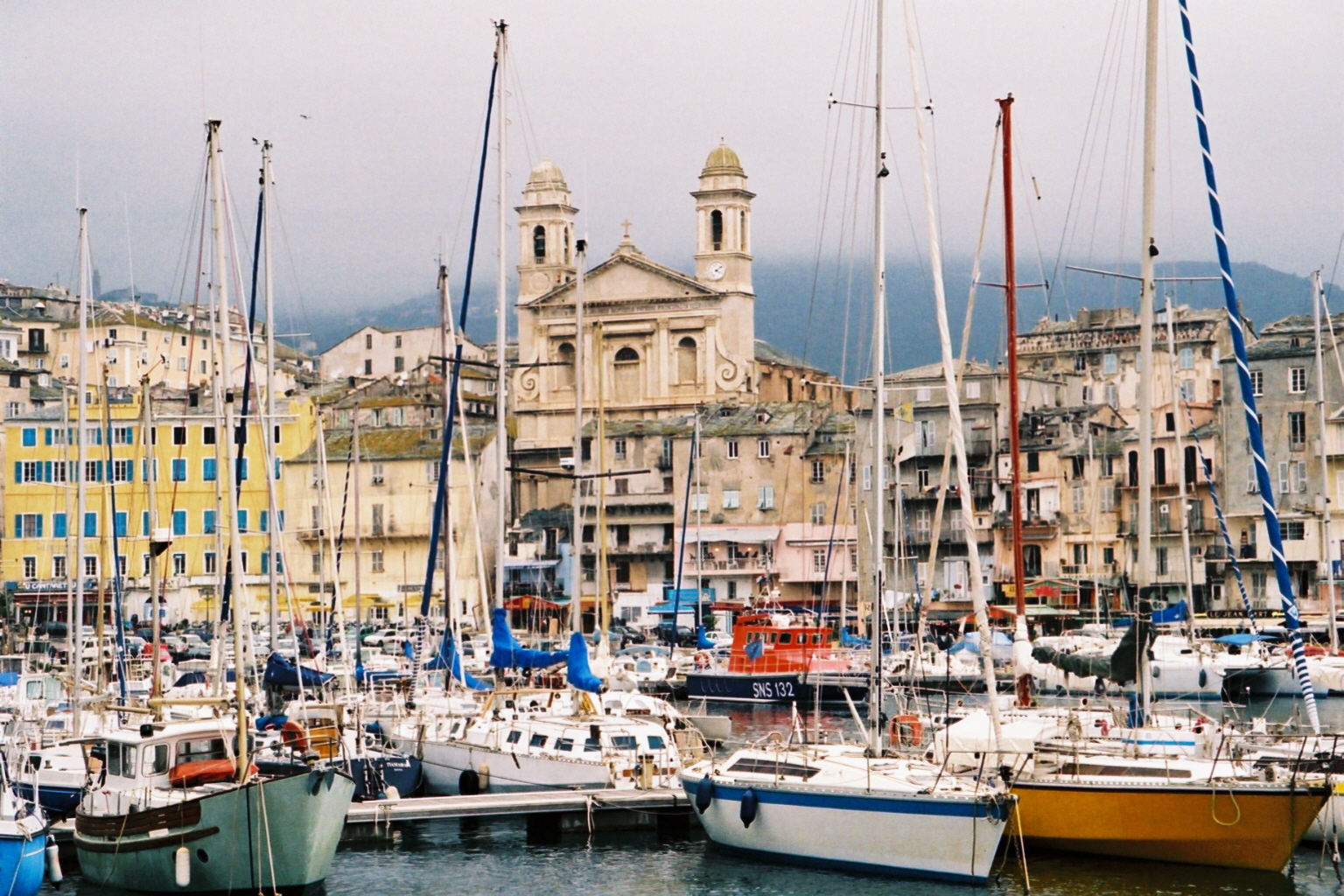
Le port de Bastia en 2003. Son style architectural est hérité de la République de Gênes. Jusqu'au XVIII, Bastia était la capitale des Génois avant que l'île ne soit rachetée par le royaume de France.

L'irrédentisme italien en Corse est un mouvement d'opinion longtemps présent dans une partie de la population corse, qui s'identifiait comme italienne et refusait le rattachement de l'île à la France. Il a été actif principalement du milieu du XIXe siècle à la Seconde Guerre mondiale.

## Histoire

### Jusqu'auXVIIIesiècle

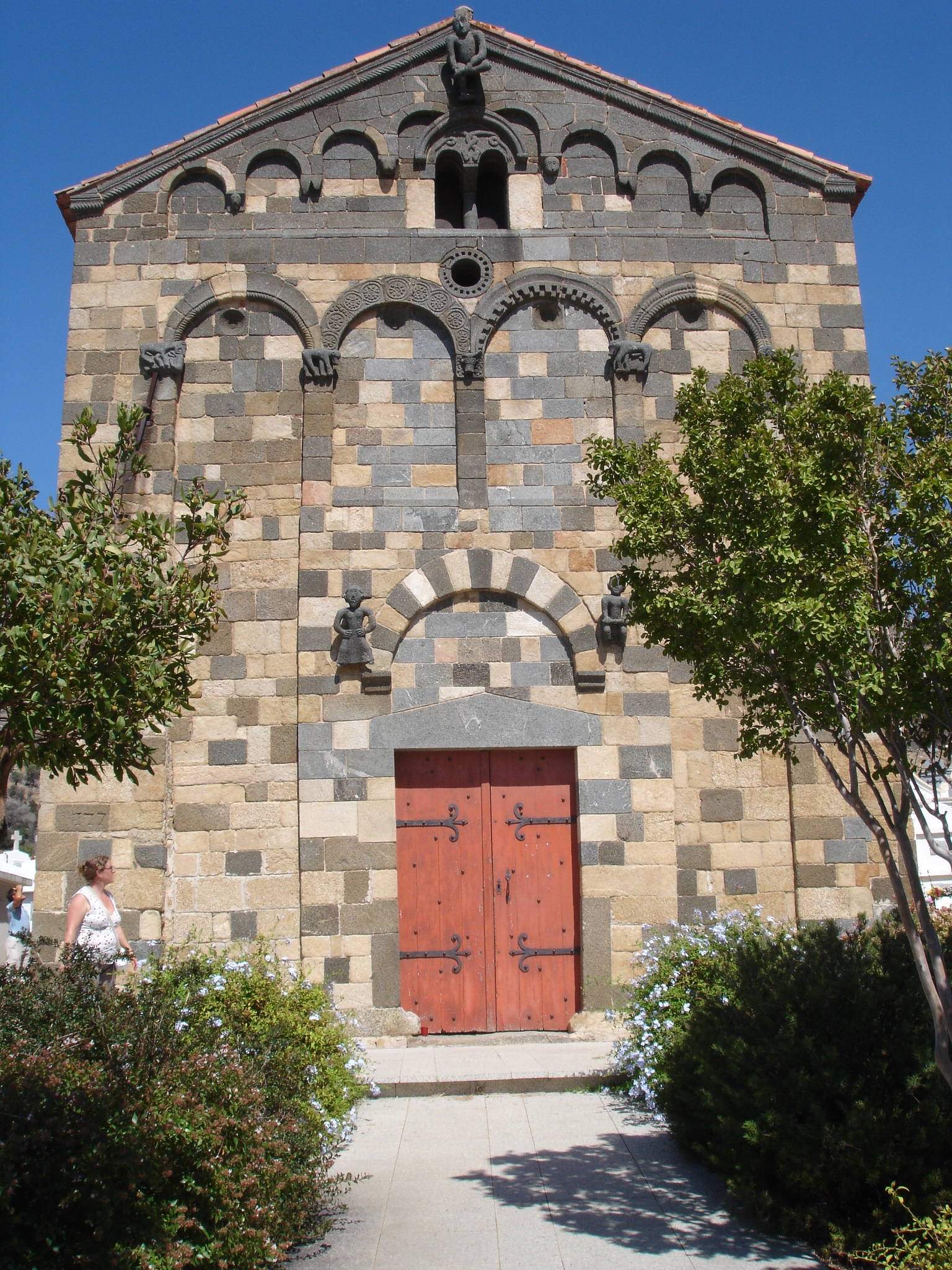
Église d'Aregno, de style roman pisan.

À la fin du XVIIIe siècle commence à apparaître en Corse un sentiment d'identité qui, face à la montée de la culture francophone, se cristallise autour de la valorisation de la langue italienne toscane et de la très proche langue corse. Géographiquement, la Corse fait partie de l'espace italique et se situe à 82 km des côtes de la péninsule italienne ; historiquement, elle a toujours fait partie de divers États italiens jusqu'à ce qu'elle soit cédée au royaume de France par la république de Gênes, dans la seconde moitié du XVIIIe siècle. Depuis l'an mille, la situation ethno-linguistique de la Corse a été fortement influencée (surtout dans la partie septentrionale de l'île) par un contact direct avec les dialectes toscans de type pisan, et aussi à la suite des tentatives de repeuplement organisées par la république de Pise après les raids mauresques et favorisées par la grande proximité géographique.
Du XIIIe siècle au XVIIIe siècle, les Pisans ont été remplacés par les Génois, qui ont installé des villages entiers de langue ligure (Bonifacio et Calvi) ; cependant, s'ils ont introduit une influence génoise notable dans les dialectes locaux, de fait, ils ont continué à utiliser le toscan qui avait ses titres de noblesse, comme langue écrite et comme langue de culture. C'est pourquoi, lors du Rinascimento italien et jusqu'à la conquête de la Corse par la France, la seule langue utilisée dans les communications écrites était l'italien. Les irrédentistes corses se réfèrent linguistiquement aux centres que sont Bonifacio et Calvi, qui ont considérablement influencé le dialecte de l'île. Aujourd'hui, en Corse, on compte quelques milliers de citoyens italiens.
En 1768, par le traité de Versailles, le royaume de France obtient – à titre en principe provisoire – le droit d'exercer sa souveraineté sur la Corse, en attendant que la république de Gênes, ruinée, puisse peut-être, un jour, rentrer en possession de l'île. Celle-ci reste donc juridiquement liée à la République de Gênes, mais elle est occupée et administrée par la France, qui se heurte aux nationalistes corses. Les troupes françaises sont défaites lors de la bataille de Borgo, en octobre 1768, par Pascal Paoli (dont se réclament les irrédentistes du XIXe siècle), mais finissent par l'emporter lors de la bataille de Ponte-Novo en mai 1769.

### XIXesiècle
Par ailleurs, à l'époque contemporaine l'immigration italienne, facilitée depuis toujours par la proximité de l'île avec la côte toscane, est principalement observée au XIXe siècle. En effet, dans la seconde moitié de ce siècle et jusqu'à l'aube du XXe siècle, des populations de Toscane, venant principalement des régions montagneuses plus défavorisées de la Lunigiana et de la plaine de Lucques, émigrent vers la Corse, surtout dans le Cismonte et le cap Corse, soit définitivement, soit comme travailleurs saisonniers. Généralement, ces travailleurs, très pauvres, étaient considérés avec un certain mépris par les îliens et le terme lucchese est encore utilisé aujourd'hui en Corse comme synonyme de pauvre. Pratiquement terminé dans les premières décennies du siècle passé, le phénomène de l'immigration en provenance de la Toscane et de la péninsule, a été remplacé à une époque plus récente par un afflux plus discret de Sardes qui se sont installés principalement dans la partie méridionale de l'île. La tolérance des autorités françaises envers la venue en Corse de ces populations italiennes a contribué au développement de la mouvance irrédentiste par une déstabilisation des populations de souche Corse qui se sentaient avant tout Corses.[réf. nécessaire] Paradoxalement, ce sont ces populations nouvellement implantées avec la quasi bienveillance des autorités françaises, qui ont contribué au développement d'un sentiment anti-français.[réf. nécessaire]
Vers 1838-1839, un groupe de Corses, de faible ampleur au début mais dont les effectifs augmentent avec les années, indépendant des formations politiques, se lance dans des activités visant à défendre la langue, l'identité et l'histoire locales ; c'est à cette époque que le philologue Niccolò Tommaseo séjourne dans l'île. Tommaseo, avec l'aide de Salvatore Viale, poète et juge à Bastia (1787-1861), étudie le dialecte corse et en célèbre la richesse ; il y voit le plus pur des dialectes italiens. Il contribue ainsi à faire naître les premiers germes d'une conscience linguistique et littéraire autonome et irrédentiste parmi l'élite de l'île.
Salvatore Viale, dans le préambule de l'édition 1843 des Chants populaires corses, imprimée à Bastia et explicitement dédiée « aux lecteurs corses », rédige un véritable manifeste idéologique dans lequel ce magistrat français revendique avec clarté et liberté l'identité corse comme l'antithèse de l'identité française et son appartenance à l'aire culturelle italienne. Voici le passage le plus significatif :

« À la lecture de ces chansons, on verra que les Corses n'ont pas, ni certainement ne peuvent avoir jusqu'à maintenant une autre poésie ou une autre littérature que l'italienne. La source et la matière de la poésie dans un pays se trouvent dans son histoire, ses traditions, ses coutumes, sa manière d'être et de sentir : toutes choses dans lesquelles l'homme corse diffère essentiellement de celui de la France continentale et en particulier du prototype de l'homme français qui est celui de Paris. Je ne parlerai pas la langue qui est essentiellement pénétrée de ces mêmes principes ; et la langue corse est également italienne, et a même été jusqu'à présent l'un des dialectes moins corrompus de l'Italie. »

Durant ces années – et jusqu'à la fin du XIXe siècle – on considère que la langue vernaculaire corse ne peut servir que pour des comédies, des farces (comme la Dionomachìa) ou des fêtes populaires (les chansons), alors que pour les sujets « sérieux » ceux qui rejettent l'assimilation à la France choisissent instinctivement l'italien.
Il n'y a jamais eu de la part du royaume d'Italie, très proche de la France depuis sa naissance, le moindre signe concret qu'il soit entré en conflit avec Paris au sujet de la Corse. Même quand, après la chute de Napoléon III en 1870, le roi Victor-Emmanuel II d'Italie n'a pas hésité à faire disparaître les États pontificaux, il n'a jamais fait aucune tentative diplomatique ou militaire pour récupérer la Corse, malgré les pressions continuelles de Giuseppe Garibaldi. En effet, certains Garibaldiens corses comme Leonetto Cipriani de Centuri (Cap Corse) (qui, ayant participé aux batailles de Curtatone (1848) puis de Novare, sera plus tard gouverneur des Légations pontificales (1860) et sénateur du royaume d'Italie) étaient prêts à recommencer une petite « Expédition des Mille » en Corse sous les ordres de Garibaldi, qui justement avait pris sa retraite à Caprera en Sardaigne (très voisine de la Corse).
En 1889, on fait revenir de Londres en Corse, après un exil de quatre-vingt-deux ans, les restes de Pascal Paoli. Dans l'austère chapelle blottie dans sa ville natale de Morosaglia, l'inscription de la plaque qui scelle la tombe est en italien, ce qui est significatif. C'est en 1896 que paraît le premier journal en langue corse, A Tramuntana, fondé par Santu Casanova (1850-1936) et qui, jusqu'en 1914, se fera l'unique porte-parole de l'identité corse.

### XXesiècle

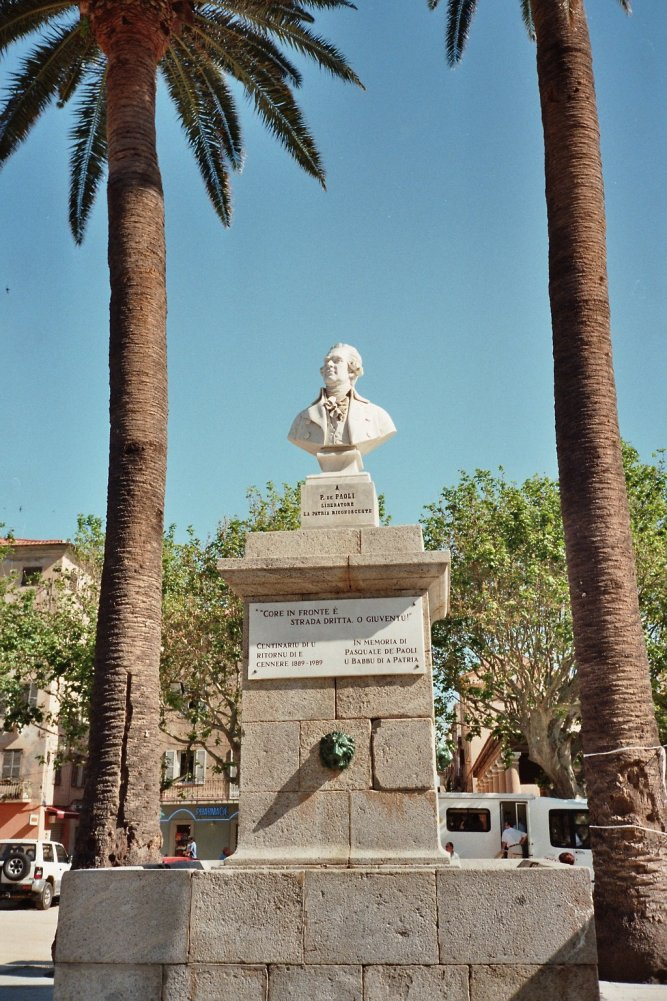
Monument à l'honneur de Pascal Paoli, situé à L'Île-Rousse. Il est considéré comme le « héros et le père » de la nation corse. C'est lui qui est à l'origine de la constitution corse, rédigée en italien et adoptée en 1755.

L'italien, encore très vivant sur l'île à l'aube du XXe siècle, décline en raison de la présence de l'administration française, mais aussi parce que les diplômes délivrés par les universités italiennes ne sont pas reconnus par la France à partir du Second Empire, ce qui pousse la quasi-totalité des élites corses à fréquenter les universités françaises. Les Corses commencent à mettre en valeur leur langue vernaculaire comme outil de résistance à l'acculturation française mettant en péril leur identité.
Parallèlement au processus de promotion du corse, qui l'amène à être de plus en plus perçu comme une langue particulière et non plus comme le niveau « familier » de l'italien, on assiste à la naissance d'une revendication nationale qui conduit à une demande pressante d'autonomie administrative et d'étude à l'école de l'histoire corse.
À côté de Tramuntana une autre revue, Cispra (nom d'un long fusil à silex, utilisé soit par les montagnards, soit par les bandits), se fit l'interprète d'un état d'esprit qui impliqua transversalement, soit au niveau des convictions politiques individuelles, soit au niveau des couches sociales, tout ce que nous définirions aujourd'hui comme la « société civile » de l'île, tandis que les hommes politiques, à quelque parti national français qu'ils appartinssent, restèrent à l'écart de ce processus, conservant leur fidélité au gouvernement central et à la France.
Selon les irrédentistes, la Première Guerre mondiale (1914-1918) implique lourdement la Corse et aurait révélé ultérieurement la persistance d'un traitement inéquitable de la population locale par l'État français. Certains évoquent des pertes de l'ordre de 10 % de la population, catastrophe démographique qui aurait contraint la population affamée à revenir à une agriculture et à une économie archaïques, retrouvant pour survivre des techniques de culture du XVIIIe siècle. En réalité, les pertes parmi les combattants d'origine corse rapportées à la population totale ne sont que légèrement supérieures à la moyenne nationale (3,94 % pour la Corse contre 3,26 % pour la France dans son ensemble).
Nombre d'anciens combattants préférèrent alors émigrer vers les colonies, ou trouver des emplois sur le continent, plutôt que de retourner chez eux, dans un pays de plus en plus rendu désert à tous les points de vue. Cette émigration s'ajoute aux lourdes pertes humaines et économiques subies par l'île. Parmi ceux qui restent en Corse, le mouvement revendicatif se radicalise, et des liens politiques se renouent avec l'Italie qui, dès Francesco Crispi (président du Conseil à plusieurs reprises dans les années 1890), encourage le développement des mouvements irrédentistes en même temps qu'une politique étrangère hostile à la France.
Sous l'impulsion de Petru Rocca naît la revue A Muvra (1919), essentiellement rédigée en corse et en italien, avec quelques articles en français. Dans la mouvance de ce journal naît en mars 1922 le Partitu Corsu d'Azione (PCDA, autonomiste, analogue au Partito Sardo d'Azione). A Muvra (le mouflon insulaire) est rejoint par d'autres publications en Corse et en Italie, où le quotidien de Livourne Il Telegrafo à partir de 1923 diffusa pour l'île une édition qui connut une large diffusion.
À côté de cette floraison de journaux et de périodiques se multiplièrent les études linguistiques (comme l'Atlante Linguistico Etnografico Italiano della Corsica (Atlas linguistique et ethnographique italien de la Corse) de Gino Bottiglioni) et historico-ethnographiques (Archivio Storico di Corsica et Corsica Antica e Moderna) consacrées à l'île et publiées en Italie et en Corse.
D'autres Corses célèbres cherchèrent à ranimer les relations avec l'Italie, il s'agit de Versini Maiastrale, Matteu Rocca (I lucchetti en 1925), Dumenicu Carlotti (Pampame corse en 1926), Ageniu Grimaldi et Ugo Babbiziu (Una filza di francesismi colti nelle parlate dialettali corse en 1930). Petru Giovacchini écrivit les poèmes Musa Canalinca et Rime notturne en 1933 sur l'île (mais par la suite – exilé à Rome – il composa Aurore, Poesie corse, Corsica Nostra et Archiatri pontifici corsi).

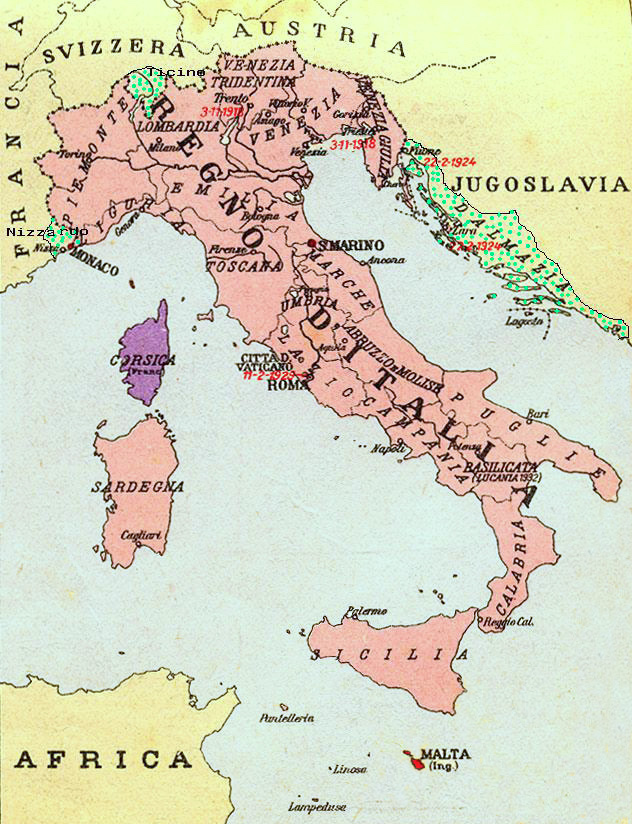
Carte montrant les terres irrédentes italiennes revendiquées par les fascistes dans les années 1930. Nice, le Tessin et la Dalmatie sont en vert. La Corse est en violet sur la carte.

C'est ainsi que se réalisait le passage d'une revendication autonomiste et identitaire à une revendication plus nettement indépendantiste et nationaliste ; avec l'avènement de la propagande mussolinienne, on en vint à l'irrédentisme : le gouvernement fasciste ne lésine pas pour financer les indépendantistes corses et institue de nombreuses bourses d'études pour inciter les jeunes Corses à fréquenter à nouveau les universités italiennes.
Dans le mouvement irrédentiste italien de Corse se distinguent, outre Petru Rocca, d'autres personnages qui presque tous sont tout à la fois des écrivains (avec des productions poétiques en corse et en italien) et des militants politiques. Certains, comme les frères Ghjuvanni et Anton Francescu Filippini (ce dernier, considéré comme le plus grand poète corse, fut le secrétaire de Galeazzo Ciano, le ministre italien des Affaires étrangères durant la période fasciste), choisissent très jeunes l'exil en Italie ; Bertino Poli, Domenico Carlotti (Martinu Appinzapalu), Petru Rocca, Pier Luigi Marchetti et d'autres connaissent une fin tragique pour avoir uni leur destin à celui du régime fasciste. Il en est de même pour Marc Angeli et Petru Giovacchini, condamnés à mort par contumace en France comme déserteurs et traîtres après la défaite de l'Italie dans la Seconde Guerre mondiale.
Marco Angeli, originaire de Sartène, collabore à A Muvra de 1919 à 1924, se faisant remarquer comme polémiste, poète et auteur du premier roman en corse (Terra corsa, Ajaccio, 1924). Il exerce également une intense activité politique, en tant que secrétaire du PCdA. Après 1926, accusé de désertion en France, il doit s'exiler en Italie, à Pise où il avait passé son doctorat en médecine. À partir de 1930, il développe depuis la cité toscane une intense activité de propagande écrite, de plus en plus ouvertement irrédentiste. Angeli finit par créer un réseau de militants qui, réunis en Gruppi d'Azione Còrsa, compte des milliers d'adhérents dans l'Italie des années trente. Marco Angeli publie en outre à Milan Gigli di Stagnu et Liriche corse en 1934.
En 1935, le rapprochement politique temporaire entre l'Italie et la France conduit à la dissolution de ces groupes, qui connaissent une renaissance provisoire lors de la campagne de France de 1940 (en particulier lors de la bataille des Alpes).
À la fin des années trente en Corse la sympathie pour l'Italie atteignit un point auquel on n'aurait pas pensé. En effet Santu Casanova (qui devait mourir en exil à Livourne) rédigea des textes et des poèmes pour célébrer la guerre d'Éthiopie tandis qu'à Florence, en 1940, Bertino Poli écrivait Il pensiero irredentista corso e le sue polemiche. Les Corses irrédentistes parviennent également à organiser des réjouissances publiques, avec une importante participation populaire, pour célébrer le 9 mai 1936 la proclamation de l'Empire italien d'Éthiopie.
L'irrédentisme est ravivé en Italie au cours de la première moitié du XXe siècle, et, en Corse, certains voient en Mussolini un homme providentiel capable de rattacher la Corse à l'Italie. En 1939, dans le cadre d'une réunion du Grand Conseil du fascisme, un plan en trois temps est exposé :
1. raviver les tendances autonomistes des Corses ;
2. faire pression en faveur de l'indépendance de la Corse ;
3. annexer la Corse à l'Italie[4].

La zone d'occupation italienne en France durant la Seconde Guerre mondiale. Les terres occupées en 1940-1941 par l'armée italienne sont en vert. La Corse sera occupée de novembre 1942 jusqu'à sa libération en septembre 1943 (elle est en bleu rayé sur la carte).

Pendant les premières années de la Seconde Guerre mondiale, un grand nombre d'intellectuels corses firent de la propagande en faveur de l'Italie (en particulier les Gruppi di Cultura Corsa). Au premier plan on trouvait Marco Angeli, Bertino Poli, Marchetti, Luccarotti, Grimaldi et Petru Giovacchini (qui fut proposé comme gouverneur de Corse si l'Italie avait annexé l'île en 1942). Petru Giovacchini en vint à déclarer que Pascal Paoli (le héros de la Corse) avait été le précurseur de l'irrédentisme corse et était favorable à la réunion de l'île à l'Italie.
Les Gruppi di Cultura Corsa de Giovacchini comptèrent 72 000 membres en 1940, selon l'historien R.H. Rainero dans son livre Mussolini et Pétain. Storia dei rapporti tra l'Italia e la Francia di Vichy.
De novembre 1942 à septembre 1943, près de 85 000 soldats italiens occupèrent militairement l'île, violant l'accord passé avec le régime de Vichy lors de l'armistice du 24 juin 1940. L'Armée de Vichy, bien que plutôt hostile aux Italiens, n'a pas la possibilité de contester cette occupation sous peine de rompre l'armistice. De nombreux assimilés Corses mais en fait, des émigrés d'origine italienne, collaborent donc activement avec Mussolini dans l'espoir d'un rattachement de l'île à l'Italie. Giovacchini et Poli appelèrent à une libération de la Corse semblable à celle qui avait eu lieu en Dalmatie, mais Mussolini lui-même s'opposa à l'annexion de l'île par l'Italie tant que la guerre durerait. Le dictateur fasciste prévoyait d'annexer la Corse à la fin de la guerre mais son projet fut compromis par la campagne d'Italie en 1943 ; selon les propos que l'on lui prête, il voulait cependant « la gabbia senza gli uccelli », c'est-à-dire la cage mais pas les oiseaux[réf. nécessaire].
Après 1945, une centaine de Corses partisans de l'Italie furent jugés par des tribunaux militaires français sous l'inculpation de trahison et de collaboration avec l'Axe. Huit furent condamnés à mort, mais seul le colonel Petru Cristofini fut fusillé. Son épouse, Marta Renucci, qui fut la première journaliste corse à afficher ouvertement des opinions pro-italiennes, fut arrêtée sous la même accusation et condamnée à quinze ans de prison qu'elle purgea à Alger ; après quoi elle revint en Corse où elle vécut assez isolée jusqu'à sa mort en 1997 à la polyclinique de Furiani en Haute-Corse.

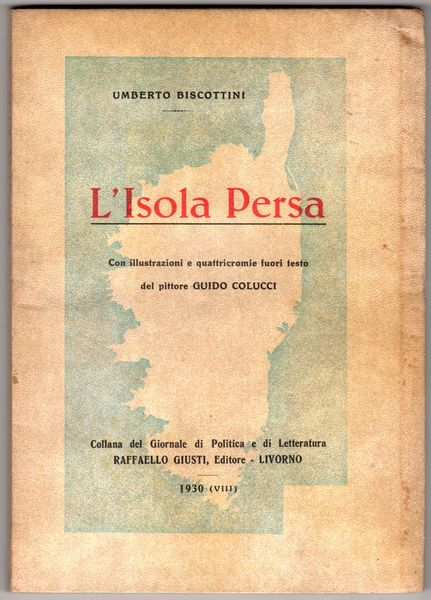
Umberto Biscottini, L'Isola persa, illustrazioni di Guido Colucci.

En réalité, Mussolini semble n'avoir fait que suivre, sans l'anticiper ni surtout le créer, un sentiment diffus mais qui ne s'était jamais éteint chez les Corses d'être des étrangers dans la nation française. Il existait chez les insulaires une tradition très ancienne consistant à chercher de l'aide ailleurs (Sampiero Corso avait même essayé d'en trouver chez les Turcs) et à se rassembler autour de personnages considérés comme « forts » - en l'occurrence, l'Italie et le duce [réf. nécessaire]. Mais une telle évolution (encouragée d'ailleurs par l'indifférence française [réf. nécessaire]) doit être considérée comme purement fortuite plutôt que comme une adhésion complète et réellement idéologique. En 1902, Santu Casanova en appelait déjà à un homme du destin dans les colonnes de la Tramuntana, en faisant référence à un nouveau Pascal Paoli. [réf. nécessaire]
L'irrédentisme italien en Corse a presque totalement disparu avec la mort en 1951 de Petru Giovacchini, son dernier et irréductible partisan qui ne représentait qu'une fraction minoritaire dont beaucoup sont morts hors de Corse. En effet, ceux qui avaient accepté de rejoindre les troupes de Mussolini ou qui avaient adhéré à sa cause furent considérés comme traîtres par leurs concitoyens. Il est à noter que Mussolini était intéressé aussi par la position stratégique de l'île.[réf. nécessaire]

#### Ouvrages en français
- Antonetti, P., Histoire de la Corse, Laffont, Paris, 1902.
- Fusina, Jacques, Parlons Corse, Éditions L'Harmattan, Paris, 1999.
- Gherardi, Eugène F.-X., Politique et société en Corse au XIXe siècle, Biguglia, Stamperia Sammarcelli, 2006.
- Da Passano, Pierre, Histoire de l'annexion de la Corse, 1990, 410 p.  (ISBN 2-7171-0623-5).
- Poli, Jean-Pierre, Autonomistes corses et irrédentisme fasciste (1920-1939), 2007  (ISBN 2-35416-004-6).
- Silvani, Paul, Corse des années ardentes (1939-1976), Éditions Albatros, 1976.
- Laplayne, Jean-René et Rocca-Serra, Jacques, La Corse, une île, un patrimoine, Éditions méditerranéennes du Prado, 1993.
- Boswell, James, L'Île de Corse, Éditions Hermann, 1991.
- Yvia-Croce, Hyacinthe, « A Muvra et le P.C.A. » dans Vingt années de corsisme, 1920-1939, Éditions Cyrnos et Méditerranée, Ajaccio, 1979.
- Mazzoni, Jean-François, « Les états généraux [de septembre 1934] » dans Le Mémorial des Corses, tome IV, « L’île éprouvée, 1914-1945 », Ajaccio, 1979  (ISBN 2-905124-52-0).
- Pomponi, Francis, Histoire de la Corse, Paris, 1979 - 447 p.
- Pomponi, Francis, « Le temps du Corsisme » et « Régionalisme, autonomisme et irrédentisme » dans Le Mémorial des Corses, tome IV, « L’île éprouvée, 1914-1945 », Ajaccio, 1979  (ISBN 2-905124-52-0).
- Gai, Jean-Baptiste, Le Saint-Siège et la Corse, Ajaccio, 1986, 148 p.  (ISBN 2-86523-012-0).
- Comby, Louis, Histoire des Corses, Paris, 1978, 199 p.
- Orsini, Michel, Corse, terre vaticane ?, 1976, 200 p.
- Labro, Michel, La Question corse. Paris, 1977, 171 p.  (ISBN 2-7266-0027-1).
- Michel Vergé-Franceschi, Histoire de la Corse - Le pays de la grandeur ; Préface d'Emmanuel Le Roy Ladurie ; Paris (Éditions du Félin), 1996 (= 1re éd.) ; rééd. 2010 ; 563 p.  (ISBN 978-2-86645-717-4).
- Roger Caratini, Histoire du peuple corse ; Paris (Criterion), 1995 (= 1re éd.) ; 347 p.  (ISBN 2-7413-0081-X).
- Robert Colonna d'Istria, Histoire de la Corse ; Paris (Éditions France-Empire), 1995 ; 256 p.  (ISBN 2-7048-0773-6).

#### Ouvrages en italien
- (it) Durand, Olivier, La lingua còrsa, Paideia Editrice, Brescia, 2003  (ISBN 88-394-0674-3).
- (it) Accinelli, Francesco-Maria, Storia veridica della Corsica, Association Franciscorsa, Bastia, 1974, 142 p.
- (it) Mastroserio, Giuseppe, Petru Giovacchini – Un Patriota esule in Patria, Editrice Proto, Bari, 2004.
- (it) Melillo, A.M., Profilo dei dialetti italiani: Corsica, Pacini Editore. Pise, 1977.
- (it) Acquaviva, Sabino, La Corsica: Storia di un genocidio, Franco Angeli, Milan, 1987  (ISBN 978-88-204-2579-1).
- (it) C. Paletti, Un'operazione riuscita: Corsica settembre 1943 in Memorie storiche militari, Ufficio Storico Stato maggiore Esercito, Rome, 1999.
- (it) Rainero, R.H., Mussolini e Pétain. Storia dei rapporti tra l'Italia e la Francia di Vichy (10 giugno 1940-8 settembre 1943), Ussme Ed. Rome, 1990.
- (it) Vignoli, Giulio, L'irredentismo italiano in Corsica durante la seconda guerra mondiale. La sentenza di condanna a morte degli irredentisti corsi, Ipotesi, Rapallo, 1981.
- (it) Vignoli, Giulio, I territori italofoni non appartenenti alla Repubblica Italiana, Giuffrè, Milan, 1995  (ISBN 88-14-04990-4)
- (it) Saint-Blancac, C., La Corsica. Identità Etnico-Linguistica e Sviluppo, CEDAM, Padoue, 1993.
- (it) Santu Casanova e Autori vari, Almanaccu di a Muvra, Bastia, 1933.
- (it) Tommaseo, Niccoló, Lettere di Pasquale de Paoli, Archivio storico italiano, 1st series, vol. XI. Rome.
- (it) Vignoli, Giulio, Gli Italiani Dimenticati. Minoranze Italiane In Europa. Saggi E Interventi, Ed Giuffè, Rome, 2000  (ISBN 978-88-14-08145-3).
- (it) Vita e Tragedia dell'Irredentismo Corso, Rivista Storia Verità, n.4, 1997.
- (it) Il Martirio di un irredento: il colonnello Petru Simone Cristofini, Rivista Storia Verità, n.11, 1998.